# Roschdy Zem
Roschdy Zem (Gennevilliers, 28 september 1965) is een Frans acteur, regisseur en scenarioschrijver.

## Biografie
Roschdy Zem werd in 1965 geboren in de Franse gemeente Gennevilliers (Hauts-de-Seine). Hij is van Marokkaanse afkomst. Omdat zijn gezin in een arme buitenwijk leefde, werd hij tot zijn vijfde in een katholiek Belgisch gastgezin geplaatst. "Vlaams was mijn eerste taal," verklaarde Zem later. Na een periode in het leger en een baan als verkoper op rommelmarkten ontdekte hij op twintigjarige leeftijd het theater.
Vanaf de jaren 1990 verscheen Zem regelmatig in filmproducties. Zijn doorbraak volgde in 1995 met de films N'oublie pas que tu vas mourir en En avoir. In 2000 werd hij voor zijn bijrol in Ma petite entreprise voor het eerst genomineerd voor een César. Zes jaar later werd hij op het filmfestival van Cannes samen met de overige hoofdrolspelers van het oorlogsdrama Indigènes (2006) uitgeroepen tot beste acteur.
In 2006 maakte hij met Mauvaise foi ook zijn debuut als regisseur en scenarioschrijver. Het werd het begin van een tweede carrière. Nadien schreef en regisseerde hij ook de biografische drama's Omar m'a tuer (2011) en Chocolat (2016). In 2020 won hij de César voor beste acteur voor zijn rol als politiecommissaris Yacoub Daoud in de dramafilm Roubaix, une lumière (2019).

## Filmografie

### Als acteur (selectie)
- Les keufs (1987)
- En avoir (1995)
- N'oublie pas que tu vas mourir (1995)
- Alice et Martin (1998)
- Ma petite entreprise (1999)
- Ma femme est une actrice (2001)
- Merci Docteur Rey (2002)
- 36 Quai des Orfèvres (2004)
- Va, vis et deviens (2005)
- Le petit lieutenant (2005)
- Indigènes (2006)
- Mauvaise foi (2006)
- La Fille de Monaco (2008)
- London River (2009)
- The Cold Light of Day (2012)
- Bodybuilder (2014)
- Le Jeu (2018)
- Roubaix, une lumière (2019)
- Persona non grata (2019)
- 13 jours, 13 nuits (2025)

### Als regisseur en scenarist
- Mauvaise foi (2006)
- Omar m'a tuer (2011)
- Bodybuilder (2014)
- Chocolat (2016)
- Persona non grata (2019)